# Майнер, Джей Глен
Джей Глен Майнер (англ. Jay Glenn Miner, также Джей Майнер; 31 мая 1932 года — 20 июня 1994 года) — знаменитый разработчик микросхем, известный прежде всего как человек, благодаря которому стало возможным воплощение концепций, позднее получивших название мультимедиа. 
Основной разработчик первого в мире мультимедийного персонального компьютера Amiga 1000 (1985 год). Взгляды Джея Майнера настолько опережали время, что сегодня он воспринимается многими как провидец, который, прежде всего, сам внёс посильную лепту в осуществление своей мечты.
Образование: имел степень бакалавра по EECS полученную в 1959 году в Беркли (штат Калифорния).

## Биография
В начале своей деятельности, Джей Майнер ведёт множество проектов в сфере автоматизации медицины (включая известный электрокардиостимулятор («pacemaker»), имевший дистанционное управление), также он участвовал в создании первых цифровых вольтметра и калькулятора в США.
В конце 1970 года Джей Майнер устраивается на работу в компанию Atari. Здесь он получает должность руководителя отдела занятого «сворачиванием» технологического набора компонентов в одну микросхему, получившую название TIA (от англ. Television Interface Adaptor); эта микросхема отвечала в Atari 2600 за вывод изображения на экран, и принесла компании Atari её первые миллионы долларов. По окончании проекта TIA, Джей возглавляет работы по созданию первого в мире чипсета, известного как CTIA и ANTIC, который являлся «сердцем» семейства 8-битных компьютеров Atari. Если бы он руководил этим проектом до конца, то вполне мог бы стать «отцом» чипсета.
Однако в начале 1980 года Джей Майнер вместе с другими штатными сотрудниками Atari заявляет, что «сыт по горло некомпетентным руководством» (дословно) и уходит из компании. Ушедшие из Atari сотрудники основывают в г. Санта Клара собственную компанию Hi-Toro (позднее переименованную в Amiga Corporation), в которой они рассчитывают работать сообразно своим представлениям о свободе творчества. Здесь они начинают работу над компьютером Lorraine, который должен был превосходить любые существующие на тот момент компьютеры домашнего использования. Джей Майнер, как руководитель проекта, был вынужден оглядываться на инвесторов, которые требовали от него создание игровой приставки и только крах рынка видеоигр в 1983 году позволяет ему осуществить задуманное и создать персональный компьютер. Для привлечения средств в проект, компания Amiga Corporation также разрабатывает джойстики и продаёт картриджи с играми для популярных игровых приставок Atari 2600 и ColecoVision. В то же самое время, разрабатывается легендарный джойстик JoyBoard («доска для сёрфинга»), на котором можно было стоять или сидеть «в позе лотоса». Управление осуществлялось перемещением веса игрока. JoyBoard был положительно воспринят производителями игровых автоматов и сыграл свою роль в сокрытии ключевых разработок которыми занималась компания Amiga Corporation.
В 1984 году Warner Brothers устают от компьютерного бизнеса, и компания Atari продаётся одному единственному заинтересованному в ней человеку — Джеку Трэмиелу, прежде занимавшему пост главы Commodore International.
В том же 1984 году Трэмиел инвестирует 500 000 долларов в проект компьютера Lorraine и надеется воспользоваться его результатами для создания семейства 32-битных компьютеров, которые (по его планам) должны были прийти на смену продававшимся в то время Atari. Однако, когда у компании кончаются средства, весь проект Lorraine приобретается корпорацией Commodore, предложившей более выгодные условия нежели выдвигавшиеся Трэмиелом. В ответ, Трэмиел предъявляет разработчикам Lorraine иск на инвестированные им 500 тыс. долларов, но Commodore выделяет Amiga Corporation 1 млн долларов для погашения их долгов, и таким образом улаживает спор. Lorraine (представлявший к этому моменту несколько макетных плат соединённых проводами) «сворачивается» в одну материнскую плату, получает корпус разработанный инженерами Commodore и выбрасывается на рынок уже под названием Amiga 1000. Этот компьютер становится первым в мире персональным компьютером наделённым мультимедийными возможностями: операционной системой вытесняющей многозадачности, графическим интерфейсом управляемым манипулятором типа «мышь», интерактивной гипертекстовой справкой, изображением достаточным для отображения видеоряда (PAL/NTSC, 4096 цветов) и 4-канальным стереозвуком.
Джей Майнер работает в корпорации Commodore несколько лет, которые проходят в офисе расположенном в г. Лос-Гатос штата Калифорния. Разработка Amiga под началом Джея успешна, появляются всё новые и новые модели радующие и удивляющие пользователей, вплоть до того самого дня, когда собрание акционеров Commodore решает поменять руководство. 
Новое руководство берёт курс на полную изоляцию группы разработчиков, строгую охрану коммерческой тайны, активную борьбу с компаниями разрабатывающими периферийные устройства для Amiga и даже просто продавцами Amiga в других корпусах. Многие из ведущих инженеров увольняются без оснований или «по собственному желанию», офис в Лос-Гатос закрывается. Такая политика в скором времени приводит к банкротству колоссальной корпорации обладавшей казалось бы бесчисленными заводами, фабриками, магазинами и складами готовой продукции по всему миру. Тем не менее, уже после закрытия своего офиса, Джей Майнер не бросает своё детище и работает как консультант Commodore до самого её банкротства.

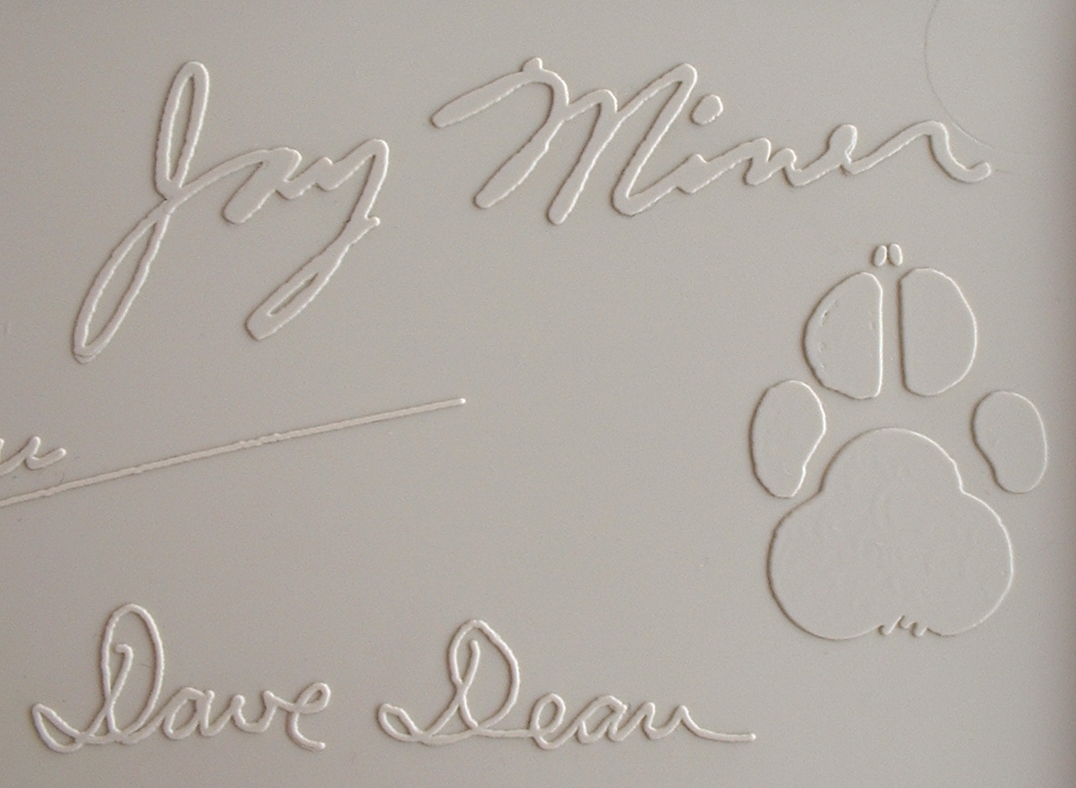
Подпись Джея Майнера и отпечаток лапы его собаки Митчи на корпусе Amiga 1000

Исходя из биографии, Джей Майнер считался «падре» (отцом) Amiga, как среди пользователей Amiga, так и в СМИ.
У него были забавные качества. Например, куда бы он не пошёл и где бы не работал, рядом с ним всегда был его верная собака породы кокапу Митчи (Mitchy). Когда Джей работал в Atari, его любимая собака имела свой корпоративный бэйджик, который предъявлялся на входе. Отпечаток собачьей лапы можно увидеть на внутренней стороне корпуса первых Amiga 1000 произведённых Commodore, рядом с подписью Джея Майнера и тех немногих талантливых инженеров, которые создали этот компьютер.
Большую часть жизни Джей Майнер прожил с врождённым пороком почек (этим же пороком страдала его жена, Каролина Поплавски) и полагался в лечении на диализ. Его родная сестра Джойс Бирз (Joyce Beers) пожертвовала ему одну из собственных здоровых почек. 
Через четыре года после операции, 20 июня 1994 г., Джей Майнер умирает от почечной недостаточности в одной из больниц города Маунтин-Вью штата Калифорния, в возрасте 62 лет. Это происходит спустя два месяца после банкротства корпорации Commodore (по версии жёлтой прессы, у Джея Майнера произошёл сердечный приступ на почве банкротства Commodore).
Джей Майнер и Каролина Майнер (девичья фамилия Поплавски) были бездетными. После смерти Джея Майнера, у него остались племянники: Линда Хейзиг (Linda Heisig) проживающая в городе Холт (Holt) штата Калифорния и Робин Бирз (Robin Beers) проживающий в Сан-Диего, штат Калифорния.
20 июня каждого года в Унитарной Церкви Универсалиста Пало-Альто (505 E. Чарлстонская Дорога) в 13:00 проходит служба, в которой поминают Джея Майнера. Среди одного миллиона имён, нанесённых на табличку №2 на борту КА «Стардаст», есть имена Amiga и Commodore Amiga.